# Coppa Italia Serie C 1999-2000
La Coppa Italia di Serie C 1999-2000 è stata la diciannovesima edizione di quella che oggi si chiama Coppa Italia Lega Pro. Il vincitore è stato il Pisa che si è aggiudicato il trofeo per la sua prima volta nella storia battendo l'Avellino nella finale a doppia sfida.

## La formula
Vengono ammesse alla competizione tutte le squadre che risultano regolarmente iscritte ad un campionato di Serie C.
- Fase eliminatoria a gironi: vi partecipano le 80 squadre di Lega Pro Prima Divisione (ex Serie C1) e Lega Pro Seconda Divisione (ex Serie C2). Sono escluse da questa prima fase le 4 squadre retrocesse dalla B e le 6 che hanno perso i playoff (impegnate nella Coppa Italia di A e B. Le 80 squadre sono suddivise in 16 gironi di cinque squadre ciascuna. Si giocano partite di sola andata e vengono ammesse al turno successivo le prime classificate di ogni girone e le 6 migliori seconde.
- Fase ad eliminazione diretta: le 22 squadre qualificate e le 10 squadre esentate dalla prima fase (Como, Cremonese, Fidelis Andria, Gualdo, Juve Stabia, Lucchese, Lumezzane, Palermo, Reggiana, SPAL) si affrontano con il criterio della doppia gara (andata e ritorno) con i canonici criteri per la determinazione della squadra vincente alla fine del doppio scontro, per dar vita, via via a sedicesimi, ottavi, quarti e semifinali, quindi le due finali.

## Fase eliminatoria a gironi

### Girone A
| Squadra       | P.ti | G | V | N | P | GF | GS | DR  |
| ------------- | ---- | - | - | - | - | -- | -- | --- |
| 1. Varese     | 12   | 4 | 4 | 0 | 0 | 12 | 1  | +11 |
| 2. Pro Patria | 7    | 4 | 2 | 1 | 1 | 6  | 4  | +2  |
| 3. Meda       | 6    | 4 | 2 | 0 | 2 | 5  | 5  | 0   |
| 4. Pro Sesto  | 4    | 4 | 1 | 1 | 2 | 5  | 13 | -8  |
| 5. Saronno    | 0    | 4 | 0 | 0 | 4 | 3  | 8  | -5  |

| 22 agosto 1999 | Saronno | 1 – 2 | Pro Sesto |  |

| 22 agosto 1999 | Varese | 1 – 0 | Meda |  |

| 25 agosto 1999 | Meda | 2 – 1 | Saronno |  |

| 25 agosto 1999 | Pro Sesto | 2 – 2 | Pro Patria |  |

| 29 agosto 1999 | Saronno | 1 – 2 | Varese |  |

| 29 agosto 1999 | Pro Patria | 2 – 0 | Meda |  |

| 1º settembre 1999 | Meda | 3 – 1 | Pro Sesto |  |

| 1º settembre 1999 | Varese | 2 – 0 | Pro Patria |  |

| 15 settembre 1999 | Pro Patria | 2 – 0 | Saronno |  |

| 15 settembre 1999 | Pro Sesto | 0 – 7 | Varese |  |

### Girone B
| Squadra         | P.ti | G | V | N | P | GF | GS | DR |
| --------------- | ---- | - | - | - | - | -- | -- | -- |
| 1. Biellese     | 7    | 4 | 2 | 1 | 1 | 6  | 5  | +1 |
| 2. Novara       | 6    | 4 | 2 | 0 | 2 | 5  | 5  | 0  |
| 3. Pro Vercelli | 6    | 4 | 2 | 0 | 2 | 5  | 5  | 0  |
| 4. Alessandria  | 6    | 4 | 2 | 0 | 2 | 3  | 3  | 0  |
| 5. Lecco        | 4    | 4 | 1 | 1 | 2 | 3  | 4  | -1 |

| 22 agosto 1999 | Biellese | 1 – 1 | Lecco |  |

| 22 agosto 1999 | Pro Vercelli | 1 – 2 | Novara |  |

| 25 agosto 1999 | Alessandria | 0 – 2 | Pro Vercelli |  |

| 25 agosto 1999 | Novara | 1 – 2 | Biellese |  |

| 29 agosto 1999 | Biellese | 0 – 2 | Alessandria |  |

| 29 agosto 1999 | Lecco | 2 – 1 | Novara |  |

| 1º settembre 1999 | Alessandria | 1 – 0 | Lecco |  |

| 1º settembre 1999 | Pro Vercelli | 1 – 3 | Biellese |  |

| 15 settembre 1999 | Lecco | 0 – 1 | Pro Vercelli |  |

| 15 settembre 1999 | Novara | 1 – 0 | Alessandria |  |

### Girone C
| Squadra        | P.ti | G | V | N | P | GF | GS | DR |
| -------------- | ---- | - | - | - | - | -- | -- | -- |
| 1. Brescello   | 10   | 4 | 3 | 1 | 0 | 8  | 3  | +5 |
| 2. AlbinoLeffe | 8    | 4 | 2 | 2 | 0 | 5  | 2  | +3 |
| 3. Mantova     | 5    | 4 | 1 | 2 | 1 | 4  | 5  | -1 |
| 4. Fiorenzuola | 4    | 4 | 1 | 1 | 2 | 5  | 6  | -1 |
| 5. Montichiari | 0    | 4 | 0 | 0 | 4 | 1  | 7  | -6 |

| 22 agosto 1999 | AlbinoLeffe | 3 – 1 | Fiorenzuola |  |

| 22 agosto 1999 | Mantova | 1 – 3 | Brescello |  |

| 25 agosto 1999 | Brescello | 3 – 1 | Montichiari |  |

| 25 agosto 1999 | Fiorenzuola | 1 – 1 | Mantova |  |

| 29 agosto 1999 | Mantova | 1 – 1 | AlbinoLeffe |  |

| 29 agosto 1999 | Montichiari | 0 – 2 | Fiorenzuola |  |

| 1º settembre 1999 | AlbinoLeffe | 1 – 0 | Montichiari |  |

| 1º settembre 1999 | Fiorenzuola | 1 – 2 | Brescello |  |

| 15 settembre 1999 | Brescello | 0 – 0 | AlbinoLeffe |  |

| 15 settembre 1999 | Montichiari | 0 – 1 | Mantova |  |

### Girone D
| Squadra       | P.ti | G | V | N | P | GF | GS | DR |
| ------------- | ---- | - | - | - | - | -- | -- | -- |
| 1. Padova     | 9    | 4 | 3 | 0 | 1 | 7  | 4  | +3 |
| 2. Mestre     | 5    | 4 | 1 | 2 | 1 | 3  | 2  | +1 |
| 3. Cittadella | 5    | 4 | 1 | 2 | 1 | 2  | 5  | -3 |
| 4. Giorgione  | 4    | 4 | 1 | 1 | 2 | 6  | 6  | 0  |
| 5. Triestina  | 4    | 4 | 1 | 1 | 2 | 3  | 4  | -1 |

| 22 agosto 1999 | Padova | 1 – 0 | Mestre |  |

| 22 agosto 1999 | Triestina | 2 – 1 | Giorgione |  |

| 25 agosto 1999 | Giorgione | 1 – 1 | Cittadella |  |

| 25 agosto 1999 | Mestre | 1 – 1 | Triestina |  |

| 29 agosto 1999 | Cittadella | 0 – 0 | Mestre |  |

| 29 agosto 1999 | Triestina | 0 – 1 | Padova |  |

| 1º settembre 1999 | Mestre | 2 – 0 | Giorgione |  |

| 1º settembre 1999 | Padova | 4 – 0 | Cittadella |  |

| 15 settembre 1999 | Cittadella | 1 – 0 | Triestina |  |

| 15 settembre 1999 | Giorgione | 4 – 1 | Padova |  |

### Girone E
| Squadra              | P.ti | G | V | N | P | GF | GS | DR |
| -------------------- | ---- | - | - | - | - | -- | -- | -- |
| 1. Faenza            | 12   | 4 | 4 | 0 | 0 | 5  | 1  | +4 |
| 2. Imolese           | 6    | 4 | 2 | 0 | 2 | 6  | 6  | 0  |
| 3. Sandonà 1922      | 6    | 4 | 2 | 0 | 2 | 5  | 4  | +1 |
| 4. Castel San Pietro | 3    | 4 | 1 | 0 | 3 | 3  | 5  | -2 |
| 5. Carpi             | 3    | 4 | 1 | 0 | 3 | 4  | 7  | -3 |

| 22 agosto 1999 | Carpi | 3 – 2 | Imolese |  |

| 22 agosto 1999 | Castel San Pietro | 0 – 1 | San Donà |  |

| 25 agosto 1999 | Carpi | 0 – 1 | Faenza |  |

| 25 agosto 1999 | Imolese | 3 – 2 | San Donà |  |

| 29 agosto 1999 | Faenza | 2 – 1 | Castel San Pietro |  |

| 29 agosto 1999 | San Donà | 2 – 0 | Carpi |  |

| 1º settembre 1999 | Castel San Pietro | 2 – 1 | Carpi |  |

| 1º settembre 1999 | Faenza | 1 – 0 | Imolese |  |

| 15 settembre 1999 | San Donà | 0 – 1 | Faenza |  |

| 15 settembre 1999 | Imolese | 1 – 0 | Castel San Pietro |  |

### Girone F
| Squadra      | P.ti | G | V | N | P | GF | GS | DR |
| ------------ | ---- | - | - | - | - | -- | -- | -- |
| 1. Spezia    | 8    | 4 | 2 | 2 | 0 | 6  | 3  | +3 |
| 2. Sassuolo  | 7    | 4 | 2 | 1 | 1 | 9  | 7  | +2 |
| 3. Sanremese | 5    | 4 | 1 | 2 | 1 | 4  | 4  | 0  |
| 4. Imperia   | 5    | 4 | 1 | 2 | 1 | 4  | 5  | -1 |
| 5. Modena    | 1    | 4 | 0 | 1 | 3 | 3  | 7  | -4 |

| 22 agosto 1999 | Sanremese | 1 – 1 | Imperia |  |

| 22 agosto 1999 | Spezia | 3 – 1 | Sassuolo |  |

| 25 agosto 1999 | Imperia | 0 – 0 | Spezia |  |

| 25 agosto 1999 | Modena | 0 – 1 | Sanremese |  |

| 29 agosto 1999 | Sassuolo | 4 – 1 | Imperia |  |

| 29 agosto 1999 | Spezia | 2 – 1 | Modena |  |

| 1º settembre 1999 | Modena | 2 – 2 | Sassuolo |  |

| 1º settembre 1999 | Sanremese | 1 – 1 | Spezia |  |

| 15 settembre 1999 | Imperia | 2 – 0 | Modena |  |

| 15 settembre 1999 | Sassuolo | 2 – 1 | Sanremese |  |

### Girone G
| Squadra        | P.ti | G | V | N | P | GF | GS | DR |
| -------------- | ---- | - | - | - | - | -- | -- | -- |
| 1. Siena       | 10   | 4 | 3 | 1 | 0 | 8  | 2  | +6 |
| 2. Carrarese   | 10   | 4 | 3 | 1 | 0 | 7  | 1  | +6 |
| 3. Livorno     | 6    | 4 | 2 | 0 | 2 | 9  | 8  | +1 |
| 4. Prato       | 3    | 4 | 1 | 0 | 3 | 3  | 12 | -9 |
| 5. Castelnuovo | 0    | 4 | 0 | 0 | 4 | 5  | 9  | -4 |

| 22 agosto 1999 | Castelnuovo | 0 – 1 | Carrarese |  |

| 22 agosto 1999 | Prato | 0 – 4 | Siena |  |

| 25 agosto 1999 | Carrarese | 2 – 1 | Livorno |  |

| 25 agosto 1999 | Siena | 2 – 1 | Castelnuovo |  |

| 29 agosto 1999 | Castelnuovo | 1 – 2 | Prato |  |

| 29 agosto 1999 | Livorno | 1 – 2 | Siena |  |

| 1º settembre 1999 | Siena | 0 – 0 | Carrarese |  |

| 1º settembre 1999 | Prato | 1 – 3 | Livorno |  |

| 15 settembre 1999 | Carrarese | 4 – 0 | Prato |  |

| 15 settembre 1999 | Livorno | 4 – 3 | Castelnuovo |  |

### Girone H
| Squadra      | P.ti | G | V | N | P | GF | GS | DR |
| ------------ | ---- | - | - | - | - | -- | -- | -- |
| 1. Pisa      | 10   | 4 | 3 | 1 | 0 | 10 | 1  | +9 |
| 2. Tempio    | 8    | 4 | 2 | 2 | 0 | 7  | 2  | +5 |
| 3. Torres    | 6    | 4 | 2 | 0 | 2 | 6  | 8  | -2 |
| 4. Viareggio | 3    | 4 | 1 | 0 | 3 | 4  | 10 | -6 |
| 5. Pontedera | 1    | 4 | 0 | 1 | 3 | 4  | 9  | -5 |

| 22 agosto 1999 | Tempio | 0 – 0 | Pisa |  |

| 22 agosto 1999 | Viareggio | 2 – 0 | Pontedera |  |

| 25 agosto 1999 | Pisa | 5 – 0 | Viareggio |  |

| 25 agosto 1999 | Torres | 0 – 2 | Tempio |  |

| 29 agosto 1999 | Pontedera | 1 – 2 | Pisa |  |

| 29 agosto 1999 | Viareggio | 1 – 2 | Torres |  |

| 1º settembre 1999 | Torres | 4 – 2 | Pontedera |  |

| 1º settembre 1999 | Tempio | 3 – 1 | Viareggio |  |

| 15 settembre 1999 | Pisa | 3 – 0 | Torres |  |

| 15 settembre 1999 | Pontedera | 1 – 1 | Tempio |  |

### Girone I
| Squadra        | P.ti | G | V | N | P | GF | GS | DR |
| -------------- | ---- | - | - | - | - | -- | -- | -- |
| 1. Montevarchi | 10   | 4 | 3 | 1 | 0 | 7  | 4  | +3 |
| 2. Rimini      | 7    | 4 | 2 | 1 | 1 | 4  | 3  | +1 |
| 3. Arezzo      | 6    | 4 | 2 | 0 | 2 | 6  | 5  | +1 |
| 4. Rondinella  | 5    | 4 | 1 | 2 | 1 | 5  | 5  | 0  |
| 5. Vis Pesaro  | 0    | 4 | 0 | 0 | 4 | 0  | 5  | -5 |

| 22 agosto 1999 | Rondinella | 0 – 0 | Rimini |  |

| 22 agosto 1999 | Vis Pesaro | 0 – 1 | Montevarchi |  |

| 25 agosto 1999 | Montevarchi | 2 – 1 | Arezzo |  |

| 25 agosto 1999 | Rimini | 1 – 0 | Vis Pesaro |  |

| 29 agosto 1999 | Arezzo | 1 – 2 | Rimini |  |

| 29 agosto 1999 | Vis Pesaro | 0 – 2 | Rondinella |  |

| 1º settembre 1999 | Rimini | 1 – 2 | Montevarchi |  |

| 1º settembre 1999 | Rondinella | 1 – 3 | Arezzo |  |

| 15 settembre 1999 | Arezzo | 1 – 0 | Vis Pesaro |  |

| 15 settembre 1999 | Montevarchi | 2 – 2 | Rondinella |  |

### Girone L
| Squadra       | P.ti | G | V | N | P | GF | GS | DR |
| ------------- | ---- | - | - | - | - | -- | -- | -- |
| 1. Viterbese  | 10   | 4 | 3 | 1 | 0 | 9  | 2  | +7 |
| 2. Ancona     | 7    | 4 | 2 | 1 | 1 | 4  | 3  | +1 |
| 3. Gubbio     | 5    | 4 | 1 | 2 | 1 | 4  | 6  | -2 |
| 4. Ascoli     | 4    | 4 | 1 | 1 | 2 | 4  | 4  | 0  |
| 5. Maceratese | 1    | 4 | 0 | 1 | 3 | 1  | 7  | -6 |

| 22 agosto 1999 | Maceratese | 1 – 2 | Ancona |  |

| 22 agosto 1999 | Viterbese | 2 – 1 | Ascoli |  |

| 25 agosto 1999 | Ancona | 0 – 0 | Gubbio |  |

| 25 agosto 1999 | Ascoli | 2 – 0 | Maceratese |  |

| 29 agosto 1999 | Gubbio | 1 – 1 | Ascoli |  |

| 29 agosto 1999 | Maceratese | 0 – 0 | Viterbese |  |

| 1º settembre 1999 | Ascoli | 0 – 1 | Ancona |  |

| 1º settembre 1999 | Viterbese | 5 – 0 | Gubbio |  |

| 15 settembre 1999 | Ancona | 1 – 2 | Viterbese |  |

| 29 settembre 1999 | Gubbio | 3 – 0 | Maceratese |  |

### Girone M
| Squadra       | P.ti | G | V | N | P | GF | GS | DR |
| ------------- | ---- | - | - | - | - | -- | -- | -- |
| 1. L'Aquila   | 12   | 4 | 4 | 0 | 0 | 6  | 1  | +5 |
| 2. Lodigiani  | 9    | 4 | 3 | 0 | 1 | 7  | 2  | +5 |
| 3. Giulianova | 4    | 4 | 1 | 1 | 2 | 2  | 4  | -2 |
| 4. Teramo     | 4    | 4 | 1 | 1 | 2 | 5  | 8  | -3 |
| 5. Sora       | 0    | 4 | 0 | 0 | 4 | 2  | 7  | -5 |

| 22 agosto 1999 | Sora | 0 – 1 | Giulianova |  |

| 22 agosto 1999 | Teramo | 0 – 1 | L'Aquila |  |

| 25 agosto 1999 | Lodigiani | 1 – 0 | Giulianova |  |

| 25 agosto 1999 | Teramo | 4 – 2 | Sora |  |

| 29 agosto 1999 | Giulianova | 0 – 2 | L'Aquila |  |

| 29 agosto 1999 | Sora | 0 – 1 | Lodigiani |  |

| 1º settembre 1999 | L'Aquila | 1 – 0 | Sora |  |

| 1º settembre 1999 | Lodigiani | 4 – 0 | Teramo |  |

| 15 settembre 1999 | Giulianova | 1 – 1 | Teramo |  |

| 15 settembre 1999 | L'Aquila | 2 – 1 | Lodigiani |  |

### Girone N
| Squadra             | P.ti | G | V | N | P | GF | GS | DR |
| ------------------- | ---- | - | - | - | - | -- | -- | -- |
| 1. Lanciano         | 10   | 4 | 3 | 1 | 0 | 6  | 1  | +5 |
| 2. Benevento        | 7    | 4 | 2 | 1 | 1 | 6  | 6  | 0  |
| 3. Castel di Sangro | 5    | 4 | 1 | 2 | 1 | 5  | 5  | 0  |
| 4. Foggia           | 4    | 4 | 1 | 1 | 2 | 4  | 4  | 0  |
| 5. Chieti           | 1    | 4 | 0 | 1 | 3 | 2  | 7  | -5 |

| 22 agosto 1999 | Castel di Sangro | 2 – 2 | Sporting Benevento |  |

| 22 agosto 1999 | Foggia | 0 – 2 | Lanciano |  |

| 25 agosto 1999 | Foggia | 3 – 0 | Chieti |  |

| 25 agosto 1999 | Lanciano | 2 – 0 | Sporting Benevento |  |

| 29 agosto 1999 | Sporting Benevento | 1 – 0 | Foggia |  |

| 29 agosto 1999 | Chieti | 0 – 1 | Castel di Sangro |  |

| 1º settembre 1999 | Castel di Sangro | 1 – 1 | Foggia |  |

| 1º settembre 1999 | Chieti | 0 – 0 | Lanciano |  |

| 15 settembre 1999 | Sporting Benevento | 3 – 2 | Chieti |  |

| 15 settembre 1999 | Lanciano | 2 – 1 | Castel di Sangro |  |

### Girone O
| Squadra           | P.ti | G | V | N | P | GF | GS | DR |
| ----------------- | ---- | - | - | - | - | -- | -- | -- |
| 1. Avellino       | 9    | 4 | 3 | 0 | 1 | 7  | 5  | +2 |
| 2. Giugliano      | 9    | 4 | 3 | 0 | 1 | 3  | 1  | +2 |
| 3. Sant'Anastasia | 5    | 4 | 1 | 2 | 1 | 5  | 3  | +2 |
| 4. Cavese         | 4    | 4 | 1 | 1 | 2 | 3  | 4  | -1 |
| 5. Turris         | 1    | 4 | 0 | 1 | 3 | 1  | 6  | -5 |

| 22 agosto 1999 | Avellino | 2 – 0 | Cavese |  |

| 22 agosto 1999 | Giugliano | 1 – 0 | Sant'Anastasia |  |

| 25 agosto 1999 | Cavese | 0 – 1 | Giugliano |  |

| 25 agosto 1999 | Sant'Anastasia | 0 – 0 | Turris |  |

| 29 agosto 1999 | Giugliano | 0 – 1 | Avellino |  |

| 29 agosto 1999 | Turris | 0 – 2 | Cavese |  |

| 1º settembre 1999 | Avellino | 3 – 1 | Turris |  |

| 2 settembre 1999 | Cavese | 1 – 1 | Sant'Anastasia |  |

| 15 settembre 1999 | Sant'Anastasia | 4 – 1 | Avellino |  |

| 15 settembre 1999 | Turris | 0 – 1 | Giugliano |  |

### Girone P
| Squadra             | P.ti | G | V | N | P | GF | GS | DR |
| ------------------- | ---- | - | - | - | - | -- | -- | -- |
| 1. Nocerina         | 9    | 4 | 3 | 0 | 1 | 6  | 6  | 0  |
| 2. Fasano           | 5    | 4 | 1 | 2 | 1 | 6  | 4  | +2 |
| 3. Battipagliese    | 5    | 4 | 1 | 2 | 1 | 6  | 6  | 0  |
| 4. Nardò            | 4    | 4 | 1 | 1 | 2 | 4  | 5  | -1 |
| 5. Atletico Tricase | 4    | 4 | 1 | 1 | 2 | 3  | 4  | -1 |

| 22 agosto 1999 | Nardò | 1 – 2 | Nocerina |  |

| 22 agosto 1999 | Tricase | 1 – 1 | Fasano |  |

| 25 agosto 1999 | Fasano | 1 – 1 | Battipagliese |  |

| 25 agosto 1999 | Nocerina | 1 – 0 | Tricase |  |

| 29 agosto 1999 | Battipagliese | 2 – 3 | Nocerina |  |

| 29 agosto 1999 | Tricase | 1 – 0 | Nardò |  |

| 1º settembre 1999 | Nocerina | 0 – 3 | Fasano |  |

| 1º settembre 1999 | Nardò | 1 – 1 | Battipagliese |  |

| 15 settembre 1999 | Battipagliese | 2 – 1 | Tricase |  |

| 15 settembre 1999 | Fasano | 1 – 2 | Nardò |  |

### Girone Q
| Squadra          | P.ti | G | V | N | P | GF | GS | DR |
| ---------------- | ---- | - | - | - | - | -- | -- | -- |
| 1. Crotone       | 10   | 4 | 3 | 1 | 0 | 7  | 2  | +5 |
| 2. Castrovillari | 5    | 4 | 1 | 2 | 1 | 4  | 3  | +1 |
| 3. Catanzaro     | 5    | 4 | 1 | 2 | 1 | 2  | 3  | -1 |
| 4. Messina       | 4    | 4 | 0 | 4 | 0 | 3  | 3  | 0  |
| 5. Acireale      | 1    | 4 | 0 | 1 | 3 | 2  | 7  | -5 |

| 22 agosto 1999 | Crotone | 2 – 0 | Catanzaro |  |

| 22 agosto 1999 | Messina | 1 – 1 | Acireale |  |

| 25 agosto 1999 | Acireale | 0 – 2 | Castrovillari |  |

| 25 agosto 1999 | Catanzaro | 0 – 0 | Messina |  |

| 29 agosto 1999 | Castrovillari | 1 – 1 | Catanzaro |  |

| 29 agosto 1999 | Messina | 1 – 1 | Crotone |  |

| 1º settembre 1999 | Catanzaro | 1 – 0 | Acireale |  |

| 1º settembre 1999 | Crotone | 1 – 0 | Castrovillari |  |

| 15 settembre 1999 | Acireale | 1 – 3 | Crotone |  |

| 15 settembre 1999 | Castrovillari | 1 – 1 | Messina |  |

### Girone R
| Squadra               | P.ti | G | V | N | P | GF | GS | DR |
| --------------------- | ---- | - | - | - | - | -- | -- | -- |
| 1. Catania            | 9    | 4 | 3 | 0 | 1 | 7  | 2  | +5 |
| 2. Juveterranova Gela | 7    | 4 | 2 | 1 | 1 | 4  | 3  | +1 |
| 3. Trapani            | 7    | 4 | 2 | 1 | 1 | 4  | 3  | +1 |
| 4. Atletico Catania   | 4    | 4 | 1 | 1 | 2 | 2  | 3  | -1 |
| 5. Marsala            | 1    | 4 | 0 | 1 | 3 | 2  | 8  | -6 |

| 22 agosto 1999 | Catania | 1 – 0 | Atletico Catania |  |

| 22 agosto 1999 | Marsala | 0 – 1 | Trapani |  |

| 25 agosto 1999 | Atletico Catania | 1 – 0 | Marsala |  |

| 25 agosto 1999 | Juveterranova Gela | 0 – 1 | Catania |  |

| 29 agosto 1999 | Marsala | 2 – 2 | Juveterranova Gela |  |

| 29 agosto 1999 | Trapani | 1 – 1 | Atletico Catania |  |

| 1º settembre 1999 | Catania | 4 – 0 | Marsala |  |

| 1º settembre 1999 | Juveterranova Gela | 1 – 0 | Trapani |  |

| 15 settembre 1999 | Atletico Catania | 0 – 1 | Juveterranova Gela |  |

| 15 settembre 1999 | Trapani | 2 – 1 | Catania |  |

## Fase finale

### Sedicesimi di finale
| Squadra 1      | Totale | Squadra 2   | Andata     | Ritorno     |
| -------------- | ------ | ----------- | ---------- | ----------- |
|                |        |             | 13.10.1999 | 27.10.1999  |
| Biellese       | 1 - 6  | Como        | 1 - 1      | 0 - 5       |
| Varese         | 1 - 2  | AlbinoLeffe | 0 - 0      | 1 - 2       |
| Lumezzane      | 2 - 1  | Brescello   | 1 - 1      | 1 - 0       |
| Reggiana       | 3 - 2  | Cremonese   | 0 - 1      | 3 - 1       |
| SPAL           | 4 - 5  | Padova      | 2 - 1      | 2 - 4 (dts) |
| Sassuolo       | 4 - 6  | Faenza      | 3 - 1      | 1 - 5       |
| Carrarese      | 4 - 4  | Spezia      | 1 - 2      | 3 - 2       |
| Pisa           | 3 - 2  | Lucchese    | 1 - 0      | 2 - 2       |
| Gualdo         | 3 - 2  | Montevarchi | 1 - 1      | 2 - 1       |
| Tempio         | 4 - 2  | Siena       | 1 - 1      | 3 - 1       |
| Lodigiani      | 4 - 3  | L'Aquila    | 2 - 0      | 2 - 3       |
| Viterbese      | 3 - 5  | Lanciano    | 3 - 2      | 0 - 3       |
| Juve Stabia    | 1 - 2  | Avellino    | 0 - 1      | 1 - 1       |
| Giugliano      | 2 - 4  | Nocerina    | 0 - 1      | 2 - 3       |
| Fidelis Andria | 2 - 3  | Crotone     | 1 - 2      | 1 - 1       |
| Palermo        | 2 - 2  | Catania     | 2 - 2      | 0 - 0       |

### Ottavi di finale
| Squadra 1 | Totale | Squadra 2   | Andata     | Ritorno    |
| --------- | ------ | ----------- | ---------- | ---------- |
|           |        |             | 24.11.1999 | 08.12.1999 |
| Como      | 2 - 3  | AlbinoLeffe | 1 - 1      | 1 - 2      |
| Lumezzane | 3 - 3  | Reggiana    | 0 - 2      | 3 - 1      |
| Faenza    | 2 - 7  | Padova      | 2 - 5      | 0 - 2      |
| Pisa      | 2 - 1  | Carrarese   | 0 - 1      | 2 - 0      |
| Tempio    | 1 - 2  | Gualdo      | 0 - 0      | 1 - 2      |
| Lodigiani | 2 - 2  | Lanciano    | 0 - 0      | 2 - 2      |
| Nocerina  | 1 - 5  | Avellino    | 1 - 3      | 0 - 2      |
| Catania   | 2 - 2  | Crotone     | 1 - 2      | 1 - 0      |

### Quarti di finale
| Squadra 1   | Totale | Squadra 2 | Andata     | Ritorno    |
| ----------- | ------ | --------- | ---------- | ---------- |
|             |        |           | 02.02.2000 | 16.02.2000 |
| Crotone     | 0 - 9  | Lodigiani | 0 - 2      | 0 - 7      |
| AlbinoLeffe | 2 - 2  | Pisa      | 2 - 1      | 0 - 1      |
| Avellino    | 4 - 1  | Gualdo    | 3 - 0      | 1 - 1      |
| Lumezzane   | 4 - 2  | Padova    | 2 - 0      | 2 - 2      |

### Semifinali
| Squadra 1 | Totale | Squadra 2 | Andata     | Ritorno    |
| --------- | ------ | --------- | ---------- | ---------- |
|           |        |           | 08.03.2000 | 22.03.2000 |
| Lodigiani | 0 - 4  | Avellino  | 0 - 2      | 0 - 2      |
| Lumezzane | 1 - 3  | Pisa      | 0 - 1      | 1 - 2      |

### Finale
| Squadra 1 | Totale | Squadra 2 | Andata     | Ritorno    |
| --------- | ------ | --------- | ---------- | ---------- |
|           |        |           | 13.04.2000 | 27.04.2000 |
| Avellino  | 1 - 3  | Pisa      | 1 - 0      | 0 - 3      |

| Arbitro: | Ardito (Bari) |

| |            | |
| Scichilone 43’ | Marcatori  | |
| Sassanelli De Martis Minadeo Trinchera Maddè (70' Zappella) Lo Nero Andreotti Rizzioli Piccioni (60' Mariniello) Moscelli Scichilone (64' Zirafa) | Formazioni | · Passoni · Niccolini · Baraldi · Collacchioni · Deoma · Femiano (41' Belluomini) · Greco · Grego · Moro · Savoldi (74' Ferrari) · Varricchio (54' Muoio) |
| Russo | Allenatori | D'Arrigo |

| Arbitro: | Belloli (Bergamo) |

| |            | |
| Andreotti 21’ Savoldi 86’ Ferrari 90’ | Marcatori  | |
| · Passoni · Deoma · Rossi · Niccolini · Moro · Andreotti · Quaranta (60' Greco) · Femiano · Serra · Grego (67' Ferrari) · Varricchio (53' Savoldi) | Formazioni | · Sassanelli · De Martis (88' Mariniello) · Zappella · Lo Nero (77' Piccioni) · Minadeo · Trinchera · Maddè · Andreotti · Schichilone · Rizzioli · Moscelli (80' Zirafa) |
| D'Arrigo | Allenatori | Russo |